# محدد (جهاز إلكتروني)

مقارنة بين قطع الموجة الناعم والحاد.

في الإلكترونيات ، المُحدد هو دائرة تسمح بمرور الإشارات حتى مستوى مُحدد دون أن تتأثر بينما تقوم بتوهين (تخفض) قمم الإشارات الأقوى التي تتجاوز حد مُعينًا.
الحد هو أي عملية يتم من خلالها منع أو تحديد سِعة الإشارة من تجاوز قيمة مُحددة مسبقًا.

## أنظر أيضاً
- دائرة التقطيع (الالكترونيات)
- محدد التدفق
- ارتجاع سلبي
- مكبر للصوت متغير الكسب